# 科里特納
49°16′27″N 26°43′13″E / 49.27417°N 26.72028°E
科里特納（烏克蘭語：Коритна）是位於烏克蘭西部的村莊，由赫梅利尼茨基州裡赫梅利尼茨基區的亞爾莫林齊市鎮負責管轄。該村始建於1993年，面積3.6平方公里，海拔高度286米，2001年人口1,475，人口密度每平方公里409.7人。